# Proteïna Z

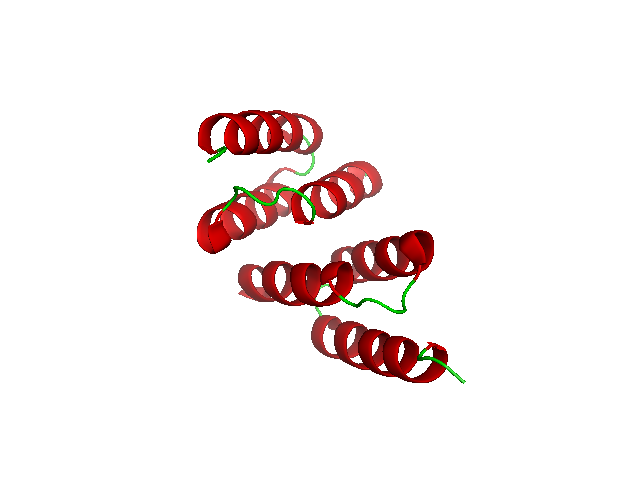
Estructura

La proteïna Z (en anglès: Protein Z, PZ o PROZ) és una proteïna que en els humans la codifica el gen PROZ.
Va ser aïllada, per primera vegada, per part de Prowse i Esnouf, l'any 1976, de la sang de les vaques, i Broze & Miletich la van determinar en el plasma humà el 1984.
La proteïna Z és un membre del grup de proteïnes de la sang que condueix a la formació de coàguls sanguinis. Depèn de la vitamina K i és una glucoproteïna.
Sembla que el principal paper de la proteïna Z és la degradació del factor Xa.
En alguns estudis la seva deficiència sembla estar associada a la propensió a les trombosis.